# Glyn Ford
Glyn Ford (n. 28 ianuarie 1950) este un om politic britanic, membru al Parlamentului European în perioadele 1984-1989, 1989-1994, 1994-1999, 1999-2004 și 2004-2009 din partea Regatului Unit.
1. ↑  Glyn Ford, SNAC, accesat în 9 octombrie 2017
2. ↑  CONOR.SI[*] Verificați valoarea |titlelink= (ajutor)
3. ↑  Czech National Authority Database, accesat în 1 martie 2022
4. 1 2  Deputații în Parlamentul European